# Amara browni
Amara browni là một loài bọ cánh cứng trong chi Amara thuộc họ Carabidae.